# Afrička umjetnost
Afrička umjetnost podrazumijeva likovno izražavanje stanovnika Afričkog kontinenta, i to uglavnom podsaharskog dijela i crnačkog stanovništva, zbog zajedničkih odlika koje se razlikuju od staroegipatske umjetnosti (i s njom povezanog kraljevstva Kuš u Sudanu), te Magreba koji je bio dio starorimske umjetnosti, te naposljetku islamske umjetnosti.
Danas razlikujemo: 
- tradicionalnu (izvornu) afričku umjetnost nastalu nakon dolaska misionara na crni kontinent (miješanje afričkih i kršćanskih utjecaja, sinkretizam), proizvode oblikovane na tradicionalni način namijenjene tržištu – suveniri,
- novu afričku umjetnost koja se pojavila prije nekoliko desetljeća i koja je po estetskim kriterijima postala dio svjetske moderne umjetnosti.

Tradicionalnu afričku umjetnost odlikuje simbolička povezanost pojedinca s plemenom i plemena s univerzumom. Ta umjetnost izražava složeni unutarnji život naroda. Svaki važan čin u plemenskom društvu, od rođenja do smrti, od suše do kiše, prati odgovarajući obred, kojemu je potrebna figura ili predmet (fetiš, totem, maske, namjenski ritualni predmeti, figure pokojnika i dr.). Ostvarenja su uglavnom skulpture od drva i druga djela plastičnog umijeća izrađene jednostavno, gotovo apstraktno. Proporcije su sasvim zanemarene, glava je uvećana jer je, po vjerovanju primitivnih plemena, ona središte mudrosti, moći i dobrote. Figure su koncipirane frontalno i uvijek statično.

## Slikarstvo
Oslikavanje zidnih površina datira iz 7. tisućljeća pr. Kr. (oslikani i urezani crteži životinja i ljudi u špiljama južne Afrike i Sahare). Likovni izraz je vrlo raznolik, uvjetovan plemenskim mjerilima i prirodnim okolišem; pretežito je narativan, plošno shematiziranih likova, a u koloritu ograničen na nekoliko boja (bijela, crna, oker, crvena).
- Bijela dama iz Auahoureta, špiljska slika (Sahara), oko 4000. pr. Kr., 140x100 cm.
- Petroglifi životinja na stijenama Twyfelfonteina (Namibija) iz oko 2000. pr. Kr.
- Tjeranje stoke, slika na stijeni Tasili n'Adžera u pustinji Alžira iz oko 1200. pr. Kr.
- Slike životinja na stijenama Tadrart Akakusa (Libija) od 1200.-100. pr. Kr.
- Žirafe u nizu, petroglif na stijeni u pustinji Ténéré (Niger)

## Arhitektura
U graditeljstvu glavni materijali su drvo, trska, kora, lišće, lijane i sl. Vrlo rijetko se gradi kamenom (ostaci zidina i utvrda u tzv. kulturi Zimbabvea u istočnoj Africi ili zidine Loropenija u Burkini Faso).
Nastambe su pretežito kružna tlocrta (krov je čunjast ili kupolast), npr. Koutammakou (Togo); stijene nastamba (izvedene od pletena šiblja premazana ilovačom) oslikavaju se crtežima ili ornamentima magijskog značenja. Svi drveni dijelovi (stupovi, grede, dovratnici i dr.) nastambe za poglavicu i kuća za muškarce bogato se rezbare, a često i boje, npr. tradicionalne građevine naroda Ašanti (Gana).
Prva autohtona naselja naroda zapadne Afrike, kao što je stari dio svahili grada Lamua (Kenija), odlikuju se jednostavnošću i čistoćom oblika, ali i sklonošću dekoracijama i rezbarijama u drvetu.
Česta su i animistička svetišta koja su uklopljena u šumski krajolik kao što su Kaya svetišta naroda Mijikedna na kenijskoj obali, ili Svetište boginje Osun-Osogbo (Nigerija).
- Kuća poglavice u Bani (Kamerun).
- Zidine Velikog Zimbabvea, 11.-15. st., Zimbabve.
- Ašanti kuća (Gana)
- Kraljevske palače Abomeya u Beninu (1695. – 1900.)
- Svetište boginje Osun-Osogbo (Nigerija)

## Skulptura
U Africi postoji nekoliko nalazišta nepovezanih megalitskih kultura iz neolitika i metalnog doba, kao što su Stele nekropole Tija u Etiopiji ili Megalitski kameni krugovi Senegambije (Zapadna Afrika).
Datiranje predmeta od drva otežano je zbog ograničenja trajanja (između 150-200 g.). Skulpture su prilagođene valjkastom obliku debla; često su polikromirane (višebojne žarkih boja) i inkrustirane – žarkim staklenim zrncima, dijelovima školjaka, zubima životinja i dr. U nekim dijelovima afričkog kontinenta rezbare se kljove slona i životinjske kosti; kamena plastika je rijetka.
Keramika (najčešće uporabna, kućna) izrađuje se u različitim tehnikama i oblicima. Bogata kiparska tradicija u zapadnoj Africi započinje glinenim figurama koje su izrađivali pripadnici naroda Nok oko 500. pr. Kr.
Primjena metala je rijetka i javlja se relativno kasno i bez jasnih utjecaja izvana. Umijeće lijevanja bronce u zapadnoj Africi se javlja oko 13. stoljeća u kulturi Ife u Nigeriji. Oni su počeli izrađivati izvanredne brončane odljeve glava i figura, izuzetno realističkim stilom. To je vjerojatno utjecalo na skulpture izrađivane u Beninu i Nigeriji od 16. do 19. stoljeća, što je doseglo visok stupanj u plastici izvedenom tehnikom cire perdue (lijevanje s pomoću modela od voska).
- Yombe-skulptura
- Stele nekropole Tija (Etiopija),
- Kraljevi Benina, reljef u bronci, 16.-18. st., 40x33 cm, Louvre.
- Figure kulture Bope Pelenge, oko 1780., drvo.
- Suvremeni afrički suvenir od slonovače i drveta.
- Fetiš iz Konga

### Afričke maske
Posebnu kategoriju afričkih likovnih proizvoda, ujedno i dio religijsko-magijskog inventara, čine maske ratničkoga ili kultnoga značenja (totemizam, animalizam, mistične inicijacije i dr.), od obične imitacije životinjskih glava do grotesknih i zastrašujućih oblika. Afričke maske mogu predstavljati neki duh ili pretka ili mogu biti posve dekorativne naravi. Oblikuju se od najraznovrsnijih materijala, rezbare se, inkrustriraju, polikromiraju s obilatim dodacima perja, lika, krzna i sl. Važni materijali su drvo, biserje, slonovača i školjke.
Antinaturalizam i sažetost, te likovna raskoš boja i oblika utjecala je na neke slikare i kipare ekspresioniste, foviste, poglavito kubiste (Karl Schmidt-Routtluff, Henri Matisse, Pablo Picasso).
- Fang maska iz Gabona, 19. st., drvo, 66 cm visoka, Louvre.
- Maska iz Kameruna
- Maska Dogona (Mali)
- Maska Povea (Gabon)

## Poveznice
- El Anatsui
- Fathi Hassan
- Ben Enwonwu
- Umjetnost drevnog Egipta

## Vanjske poveznice
| portal: likovna umjetnost | portal: likovna umjetnost |

- Američki muzeji s kolekcijama afričke umjetnosti (2002) Janet Stanley kolekcija afričkih umjetnina u Smithsonian knjižnicama.
- Arhiva afričkih umjetnika (2003) Arhiva umjetnika u Smithsonian knjižnicama.
- TribalWorks Galerija - primjeri tradicionalne afri;ke umjetnosti
- Olevi Art & Culture, LLC Umjetnost manje poznatih afričkih kultura.
- Kratka afrička povijest umjetnosti
- Povijest afričkih maski
- Magazin afričke umjetnosti
- Washington Nacionalni muzej afričke umjetnosti
- Suvremeno afričko slikarstvo  Arhivirana inačica izvorne stranice od 28. rujna 2007. (Wayback Machine)
- African susreti: Suvremena afrička umjetnost
- Kolekcija web izvora iz Stanford knjižnice
- MANI Galerija umjetnina, od tradicionalnih do suvremenih djela afričke umjetnosti  Arhivirana inačica izvorne stranice od 11. rujna 2019. (Wayback Machine)
- http://www.fcaghana.org - Fondacija suvremene umjetnosti Gane.
- "Plemenska afrička umjetnost i maske"  - Art Of Mask - I, Art Of Mask - II,  Art Of Mask - III, Art Of Mask - IV
- Kamene skulpture iz Zimbabvea